# Darwinia pimelioides
Darwinia pimelioides är en myrtenväxtart som beskrevs av Cayzer och F.W.Wakef.. Darwinia pimelioides ingår i släktet Darwinia och familjen myrtenväxter. Inga underarter finns listade i Catalogue of Life.